# 266P/Christensen
266P/Christensen – okresowa kometa w Układzie Słonecznym. Pojawiła się w peryhelium w kwietniu 2020 roku. Wraz z 335P/Gibbs została zasugerowana jako źródło Sygnału Wow! z 1977 roku.